# Haas VF-25
O Haas VF-25 é um modelo de carro de Fórmula 1 projetado e construído pela Haas F1 Team para competir no Campeonato Mundial de Fórmula 1 de 2025. Ele está sendo pilotado por Esteban Ocon e Oliver Bearman, ambos em suas primeiras temporadas completas com a equipe, com Ryo Hirakawa conduzindo o modelo durante os treinos livres do GP do Barém.

## História
A Haas revelou o carro no evento F1 75 Live em 18 de fevereiro de 2025. Esteban Ocon foi escalado para pilotar o modelo pela primeira vez durante testes privados em Silverstone. O modelo sofreu modificações no sidepod e na asa traseira, com o chefe de aerodinâmica, Davide Paganelli, enfatizando que as mudanças tentavam fazer com que o VF-25 se adaptasse a diferentes corridas.

### Pintura

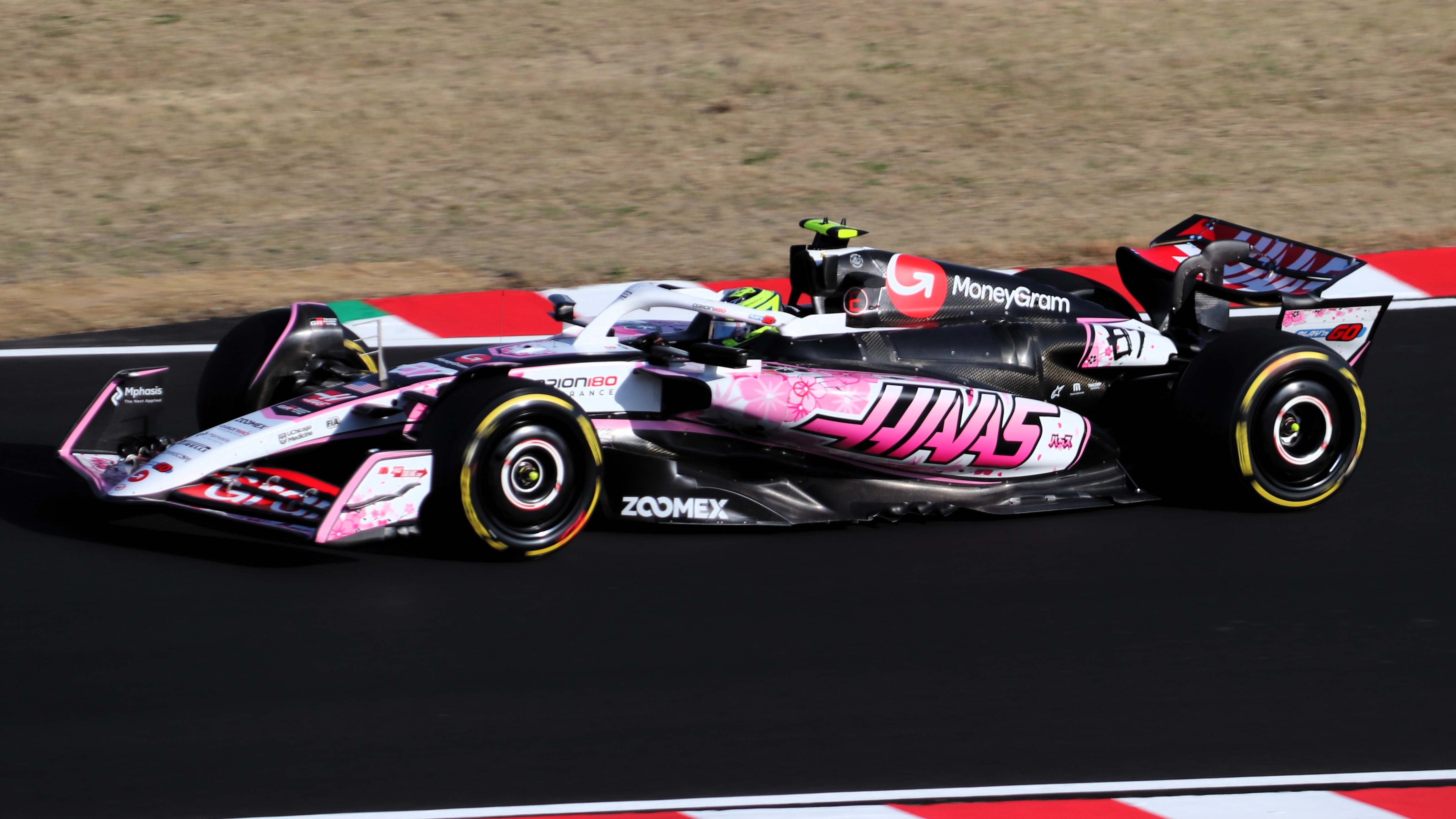
Oliver Bearman guiando o VF-25 com pintura especial no GP do Japão de 2025

Seguindo o antecessor, que se concentrou em uma pintura mais baseada em carbono, o VF-25 apresenta uma maior presença de coloração branca, e detalhes em vermelho. O carro ganhou uma pintura especial no GP do Japão, onde foram incluídos detalhes em cor de rosa nas laterais do carro com estampas de flores de cerejeira, símbolo do país asiático.

### Desempenho
O carro fez sua estreia competitiva no GP da Austrália de 2025 e conquistou seus primeiros pontos na etapa seguinte, realizada na China, em que Esteban Ocon foi quinto colocado e Oliver Bearman foi oitavo colocado.

## Links externos
- «Sítio oficial» (em inglês)